# 吉賀町立柿木中学校
吉賀町立柿木中学校（よしかちょうりつ かきのきちゅうがっこう）は、島根県鹿足郡吉賀町にある公立中学校。

## 概要
校章
上部に「中」の文字を配置し（柿の実）、下部には「柿木」を片仮名「カキノキ」（柿の実の蔕（へた））に表徴。これらを組み合わせて「結実」を表現している。
校歌
歌詞は4番まである。

## 沿革
- 1947年（昭和22年）4月 - 柿木村立柿木中学校開校。（柿木村立柿木中学校椛谷分校を設置）
- 1957年（昭和32年）3月 - 椛谷分校を廃止。
- 1960年（昭和35年）6月 - 寄宿舎完成。
- 1961年（昭和36年）11月 - 新校舎完成。
- 1989年（平成元年）3月 - 寄宿舎を廃止。
- 2004年（平成16年）4月 - 新校舎完成。移転。（現住所）
- 2004年（平成16年）11月 - 柿木中学校校舎竣工。
- 2005年（平成17年）11月 - 町村合併（六日市町、柿木村）により吉賀町立柿木中学校と改称。
- 2006年（平成18年）4月 - 島根県立吉賀高等学校との中高一貫教育を導入。

## 通学区域
- 大野原、柿木、椛谷、木部谷、下須、白谷、福川[3]

## その他
- 旧柿木中学校舎（吉賀町柿木539-2）は新校舎へ移転後も取り壊されることなく、現存している。